# Chaussure de basket-ball

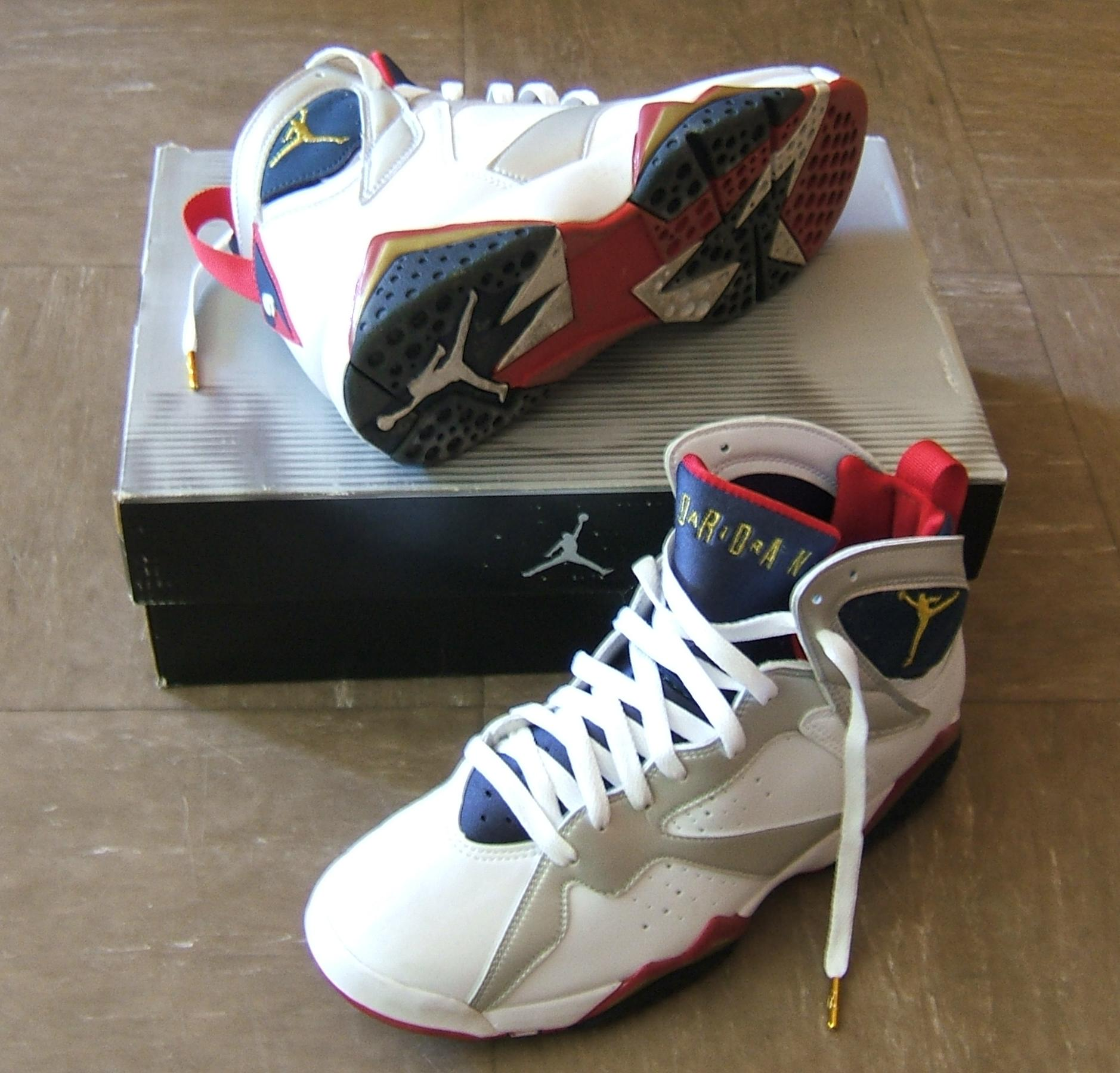
Une paire de chaussures de basket-ball Air Jordan VII.

Les chaussures de basket-ball sont les chaussures utilisées par les pratiquants du basket-ball. 
Bien qu'apparentées aux baskets classiques, elles ont une forme spécifique : elles sont montantes, afin de cacher la malléole médiale et de minimiser les risques de torsion de la cheville.
Les marques dominant le marché des chaussures de basket-ball sont Nike, Air Jordan, Under Armour et Adidas.

## Histoire
Les chaussures de basket-ball ont évolué au fil du temps. Au début du siècle, la plupart des joueurs portaient des chaussures de cuir peu confortables. En 1903, l'équipementier sportif Spalding met en vente un modèle spécialement conçu pour le basket-ball, avec un système de ventouses pour éviter de glisser. Des modèles en toile et en caoutchouc ont ensuite été créés, parfois sur les conseils de joueurs comme Chuck Taylor, qui contribua au développement des Converse. 
Les Chuck Taylor All Star et les Keds sont les chaussures les plus utilisées dans les années 1960 et 1970. À partir des années 1980 apparaît la forme actuelle des chaussures de basket-ball, avec une forme montante cachant la malléole médiale afin d'éviter les risques de torsion de la cheville : Nike et Adidas dominent alors le marché. Les plus grands joueurs sont sponsorisés par des fabricants de baskets, tel Michael Jordan avec Nike : ce dernier a d'ailleurs développé sa propre collection de baskets nommée Air Jordan. Si les chaussures de basket-ball se sont imposées en compétition et sont par exemple obligatoires lors des Jeux olympiques, il est cependant possible de pratiquer le sport en loisir avec de simples baskets.